# آناپورنا اینتراکتیو
آناپورنا اینتراکتیو (انگلیسی: Annapurna Interactive) یک شرکت ناشر بازی ویدئویی از زیرمجموعه های آناپورنا پیکچرز می باشد که در سال 2016 تاسیس شد. بازی هایی از قبیل آنچه از ایدث فینچ باقی می ماند، گورگوآ، سرزمین دونات، وحشی های بیرونی و جورنی از مهم ترین بازی های ساخت این شرکت می باشد.